# Eupterote flava
Eupterote flava är en fjärilsart som beskrevs av Moore 1884. Eupterote flava ingår i släktet Eupterote och familjen Eupterotidae. Inga underarter finns listade i Catalogue of Life.